# Peninsula Mani

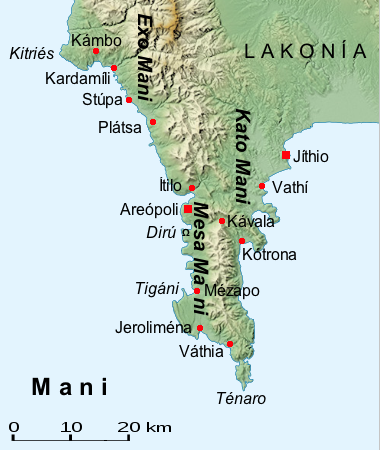
Harta modernă a Peninsulei Mani

Peninsula Mani (în greacă Μάνη, Mánē), cunoscută o lungă perioadă prin numele său medieval Maina sau Maïna (Μαΐνη), este o regiune geografică și culturală a Greciei. Capitala regiunii Mani este orașul Areopoli. Mani este peninsula centrală din cadrul celor trei peninsule ce formează partea de sud a Peloponezului, în sudul Greciei. În partea de est este Golful Laconian, iar în partea de vest Golful Messinian. Peninsula conține o continuare a grupului montan Taygetos din Peloponez. Locuitorii peninsulei se numesc manioți (Mανιάτες, Maniátes în limba greacă).

## Etimologie
Numele „Mani” ar putea proveni de la numele castelului franc le Grand Magne.

## Geografie
Terenul este muntos și inaccesibil.

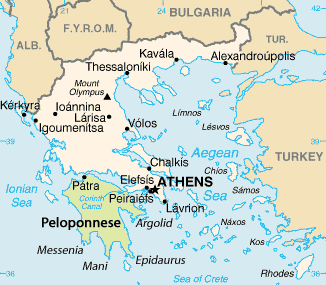
Harta Greciei în care este evidențiat Peloponezul. Mani este peninsula de mijloc aflată în sudul Peloponezului.

Până în ultimii ani în multe sate din Mani se putea ajunge doar de pe mare. Un drum îngust și șerpuit se întinde azi de-a lungul coastei de vest de la Kalamata la Areopoli, apoi spre sud până la Akrotainaro (capul ascuțit care este punctul cel mai sudic al Greciei continentale) înainte de a se întoarce către nord până la Gytheio. Un alt drum, care este folosit de autobuzele publice de pe linia Pireu - Mani și există de mai multe zeci de ani, vine de la  Tripoli prin Sparta, Gytheio, Areopoli și se termină la Gerolimenas, port aflat în apropiere de Capul Matapan. 
Peninsula Mani a fost în mod tradițional împărțită în trei regiuni:
- Exo Mani (Έξω Μάνη) sau Mani Exterior în nord-vest,
- Kato Mani (Κάτω Μάνη) sau Mani de Jos în est,
- Mesa Mani (Μέσα Μάνη) sau Mani Interior în sud-vest.

O a patra regiune numită Vardounia (Βαρδούνια) aflată la nord este inclusă uneori, dar nu a făcut parte niciodată din punct de vedere istoric din peninsula Mani. Vardounia a servit ca o zonă tampon între câmpiile Evrotas stăpânite de turcii otomani și Mani. Otomanii au relocat în regiune un contingent de coloniști albanezi musulmani. Acești coloniști au format o mare parte a populației locale până la Războiul de Independență al Greciei, atunci când au fugit în cetatea turcă din Tripoli. Populația greacă din Vardounia a fost întărită după război cu coloniști din Mani de Jos și din Laconia centrală.
Din punct de vedere administrativ, Mani este acum împărțită între prefecturile Laconia (Kato Mani, Mesa Mani) și Messinia (Exo Mani) de la periferia Peloponezului, dar în cele mai vechi timpuri a făcut parte în întregime în Laconia, districtul dominat de Sparta. Zona messeniană (numită, de asemenea, aposkiaderi, o expresie locală cu sensul de "umbrită") primește oarecum mai multe precipitații decât zona laconiană (numită prosiliaki, o expresie locală cu sensul de "însorită") și are, prin urmare, o agricultură mai productivă. Manioții din zona messeniană au nume de familie terminate în mod uniform în -éas, în timp ce manioții din zona laconiană au nume care se termină in -ákos.

## Istoric

Steagul neoficial al Peninsulei Mani.

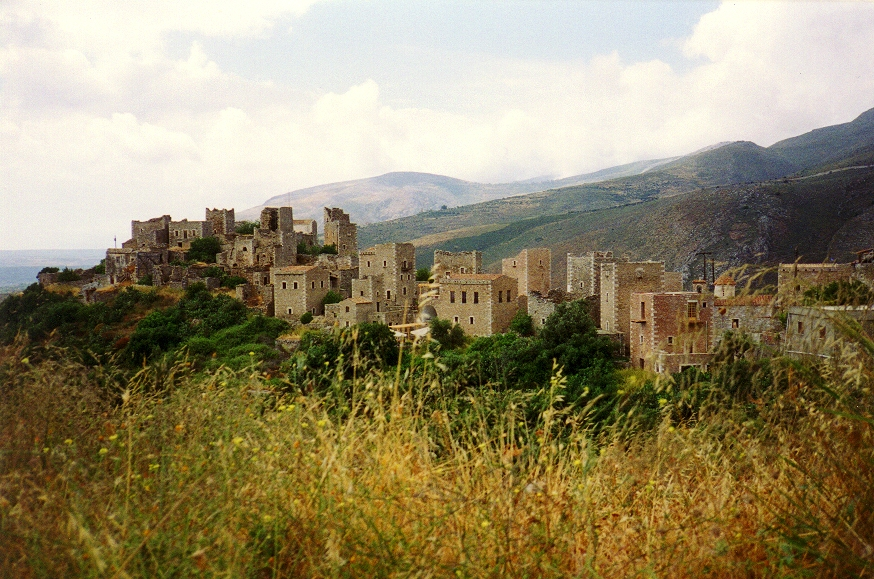
Casele turn din Vatheia.

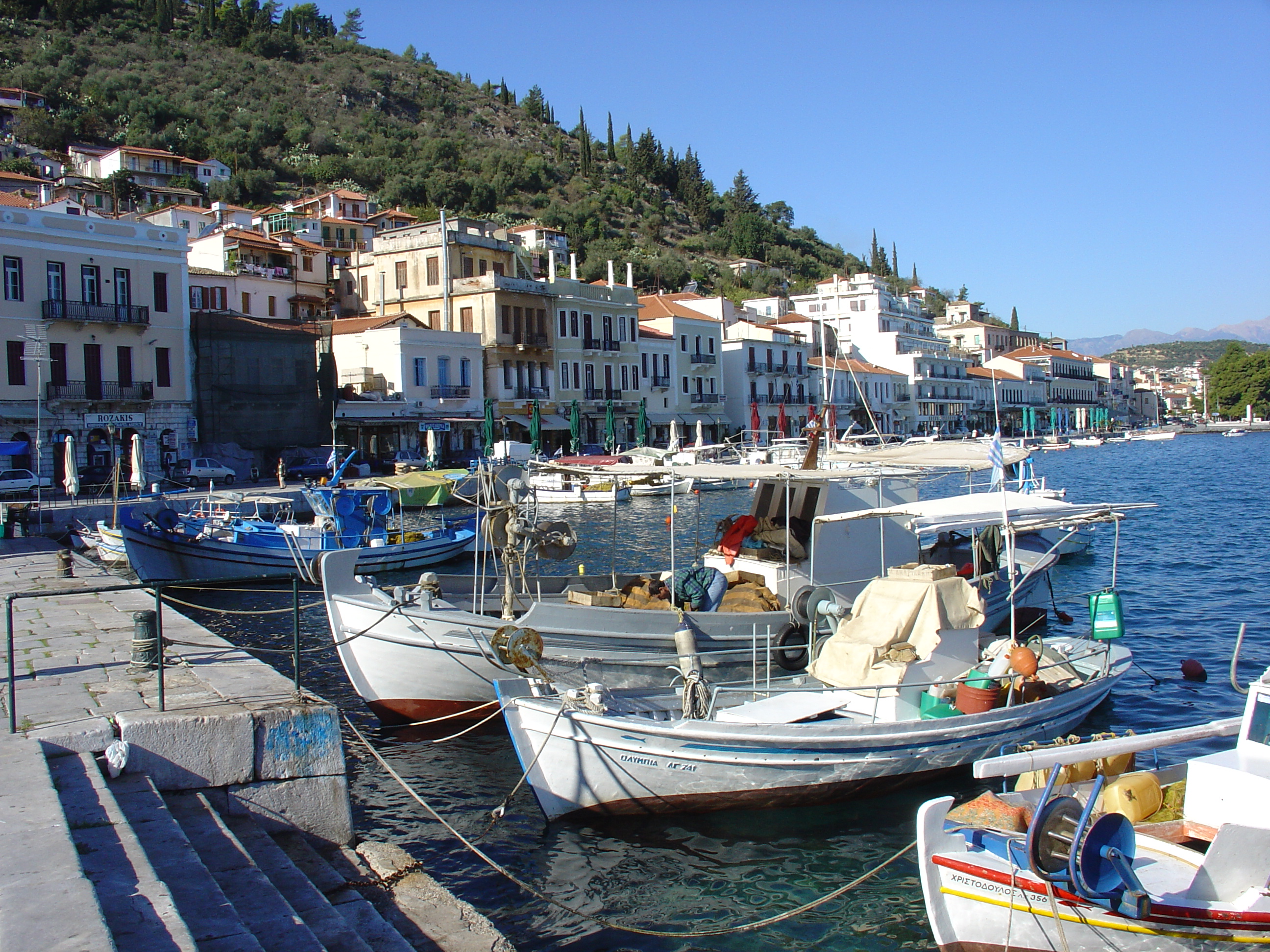
Portul orașului Gytheio.

Au fost descoperite vestigii neolitice în mai multe peșteri aflate de-a lungul coastelor peninsulei Mani. Homer menționează câteva orașe din regiunea Mani, iar unele artefacte din perioada miceniană (1900 î.Hr. - 1100 î.Hr.) au fost descoperite în zonă. Regiunea a fost ocupată de dorieni pe la aproximativ 1200 î.Hr. și a devenit dependent de Sparta. După ce puterea spartană a fost distrusă în secolul al III-lea î.Hr., Mani a rămas un teritoriu ce s-a auto-guvernat.
Pe măsură ce puterea Imperiului Bizantin s-a redus, peninsula a ieșit de sub controlul Imperiului. Cetatea Maini din partea de sud a devenit centrul regiunii. În secolele ulterioare, locuitorii peninsulei au trebuit să lupte cu bizantinii, francii și sarazinii.
După cea de-a Patra Cruciadă din 1204, cavalerii italieni și francezi (cunoscuți în general de greci ca franci) au ocupat Peloponezul și au înființat Principatul de Ahaia. Au construit cetățile Mystras, Passavas, Gustema (Beaufort) și Marea Maina. Regiunea a căzut sub dominația bizantină după 1262, făcând fac parte din Despotatul de Moreea.
În 1460, după căderea Constantinopolului, Despotatul a fost ocupat de otomani. Mani nu a fost supus și și-a păstrat auto-guvernarea internă în schimbul unui tribut anual, deși acesta a fost plătit doar o singură dată. Căpeteniile locale denumite bey conduceau regiunea Mani în numele otomanilor.
Pe măsură ce puterea otomană intra în declin, munții peninsulei Mani au devenit un bastion al clefților, bandiți care luptau împotriva otomanilor. Există dovezi că un număr mare de manioți au emigrat în Corsica cândva în timpul perioadei otomane. Petros Mavromichalis, ultimul bey de Mani, s-a aflat printre conducătorii Războiului de Independență al Greciei. El a început revoluția la Areopoli pe 17 martie 1821. Manioții au contribuit foarte mult la confruntările armate, dar o dată ce independența a Greciei a fost obținută, au vrut să-și păstreze autonomia locală. În timpul conducerii lui Ioannis Kapodistrias, ei s-a opus cu violență amestecului din afară, ajungând să-l asasineze pe Kapodistrias.
În 1878 guvernul național a redus autonomia locală a regiunii Mani, iar zona a decăzut treptat; mulți locuitori au părăsit regiunea și au migrat către marile orașe grecești, precum și în Europa de vest și Statele Unite ale Americii. Abia prin anii 1970, atunci când construirea de noi drumuri a susținut dezvoltarea industriei turistice, că Mani a început să-și recapete populația și să devină prosperă.

## Economia
În ciuda aridității regiunii, Mani este cunoscută pentru produsele sale culinare unice precum glina sau syglino (cârnați de porc afumați cu ierburi aromatice precum cimbrul, oregano, menta etc. și puse în untură, împreună cu coji de portocale). Mani este, de asemenea, cunoscută pentru unul dintre cele mai bune uleiuri de măsline extra-virgine, obținut prin presarea ușoară a măslinelor parțial maturate din specia Koroneiki, care sunt cultivate pe terasele montane. Mierea locală este, de asemenea, de calitate superioară.
Astăzi satele de pe coasta peninsulei Mani sunt pline de cafenele și magazine de suveniruri. Peninsula atrage vizitatori datorită bisericilor bizantine, castelelor france, plajelor de nisip și peisajului pitoresc. Cele mai populare plaje din timpul verii sunt Kalogria și plajele din portul Stoupa, în timp ce Kardamyli și Agios Nikolaos au plaje de prundiș și de nisip. Vechile case turn din Mani (pyrgospita) sunt atracții turistice importante, iar unele oferă cazare pentru vizitatori. Stalactitele din Diros și peșterile cu stalagmite, aflate în apropiere de Oitylo, sunt, de asemenea, destinații turistice populare. Deoarece acestea sunt parțial sub apă, vizitatorii fac tururi prin ele cu bărci de tip gondolă.
Gytheio, Areopoli, Kardamyli și Stoupa sunt pline de turiști în lunile de vară, dar regiunea este în general liniștită în timpul iernii. Mulți locuitori lucrează pe plantații de măslini și se ocupă în lunile de iarnă cu recoltarea și procesarea măslinelor. Unele dintre satele montane sunt mai puțin orientate către turism și au de multe ori foarte puțini locuitori.

## Religia
Apariția creștinismului în Mani a avut loc mai târziu: primele temple grecești au început să fie transformate în biserici creștine în secolul al XI-lea A.D. Un călugăr grec bizantin pe nume Nikon "Metanoitul" (în greacă Νίκων ὁ Μετανοείτε) a fost trimis de către Biserică în secolul al IX-lea să se răspândească creștinismul în zonele Mani și Tsakonia, care rămăseseră păgâne. (S-a spus, uneori, că el era de origine armeană sau un grec originar din Argos, dar și că ar fi fost născut în Pontus.)
Sf. Nikon a fost trimis la Mani în a doua jumătate a secolului al IX-lea pentru a predica creștinismul către manioți. Deși manioții au început să se convertească la creștinism în secolul al X-lea datorită predicilor lui Nikon, a fost nevoie de mai mult de 200 de ani, adică până în secolele al XII-lea și al XIII-lea, pentru a elimina cele mai multe tradiții și credințe păgâne grecești și pentru ca manioții să accepte pe deplin creștinismul. După canonizarea sa de către Biserica Ortodoxă Greacă, Sf. Nikon a devenit patronul spiritual al regiunii Mani, precum și al Spartei.
În Londra erau prin anii 1670 aproximativ 100 de imigranți din Mani care au înființat prima comunitate ortodoxă greacă din Marea Britanie.
Patrick Leigh Fermor a scris despre ei:
Izolați de influențele exterioare prin munții lor, manioții semi-troglodiți au fost ultimii greci care au fost convertiți. Ei au abandonat vechea religie grecească spre sfârșitul secolului al IX-lea. Este surprinzător să ne amintim că locuitorii acestei peninsule stâncoase, atât de aproape de inima Levantului, din care provine creștinismul, ar fi fost convertiți la creștinism la trei secole după sosirea Sfântului Augustin în atât de îndepărtatul Kent.

## Galerie

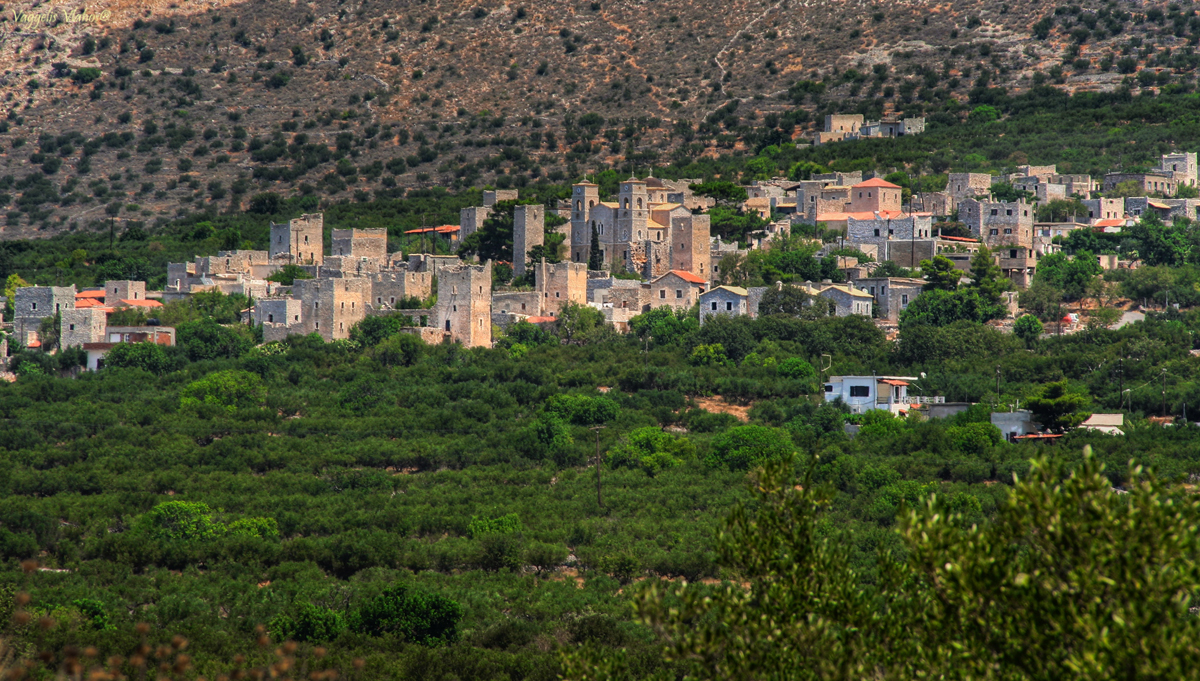
Case turn
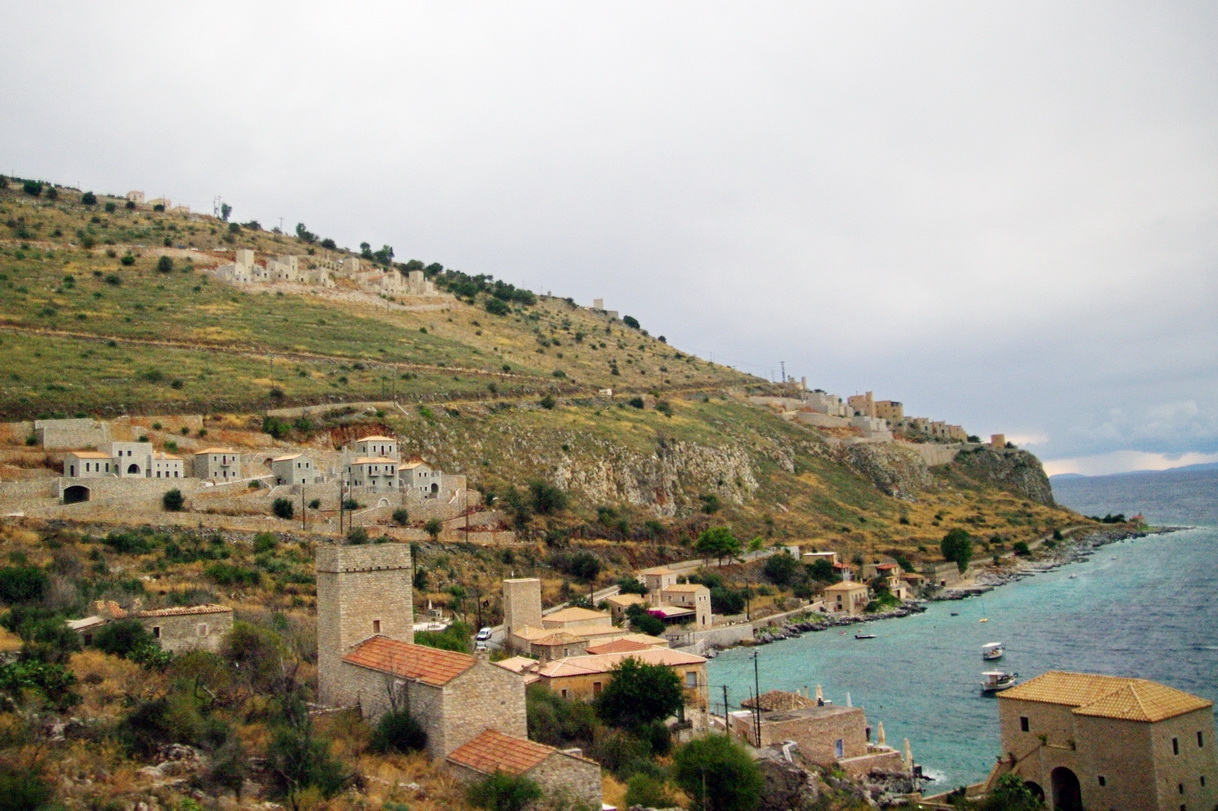
Satul Limeni
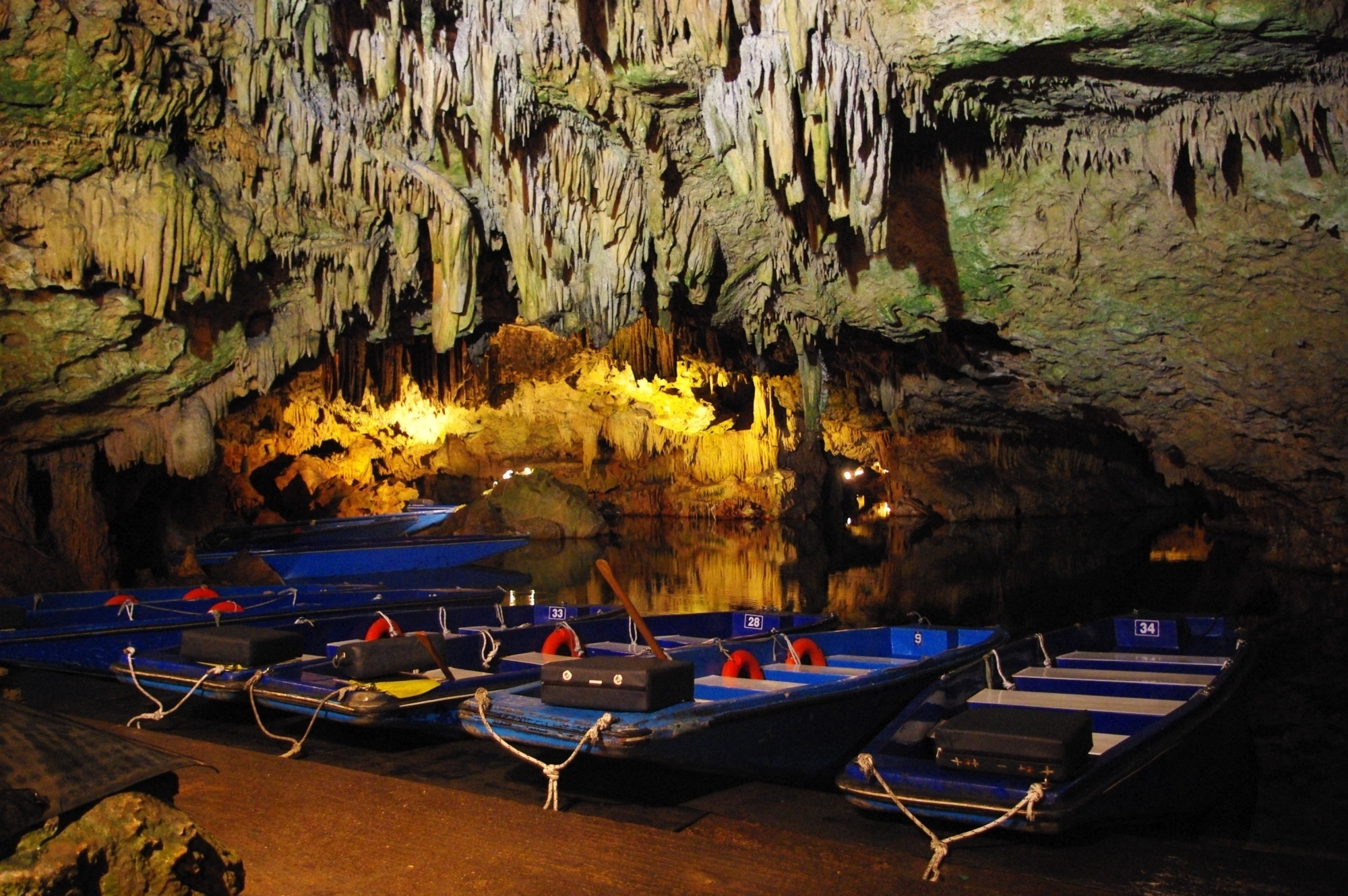
Peștera Diros
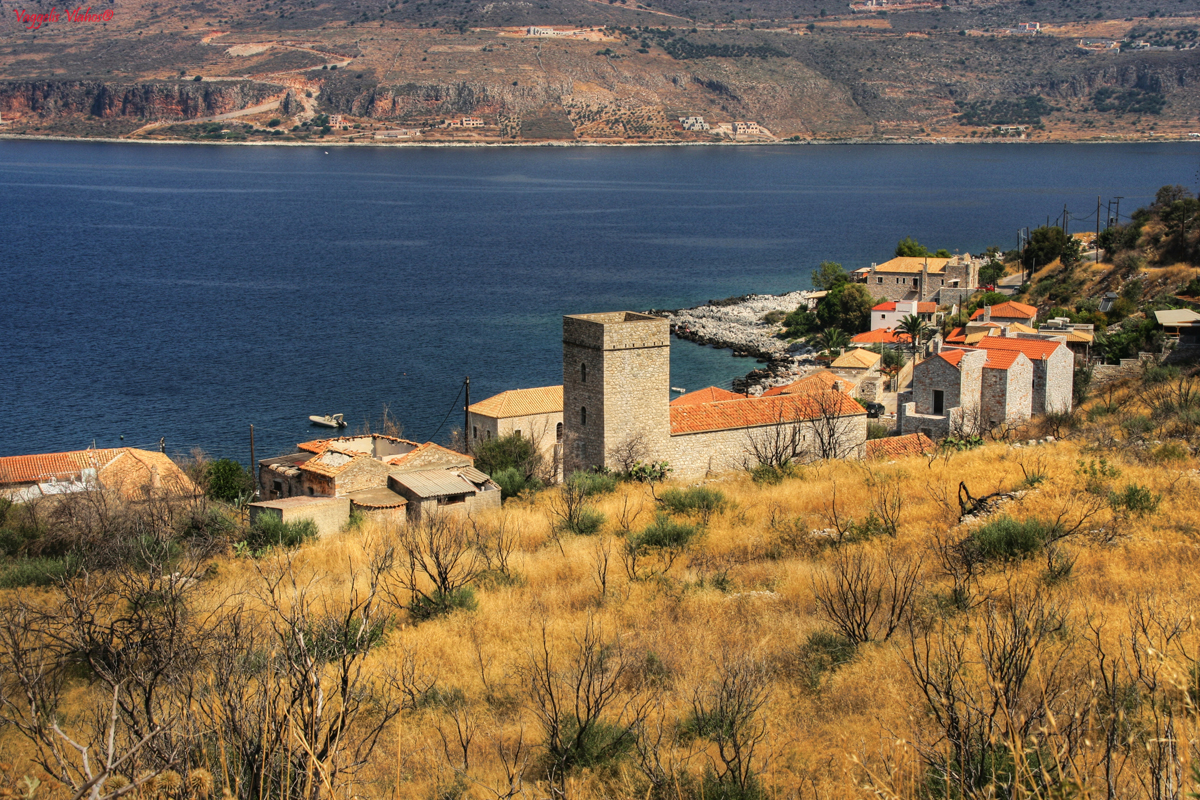
Peisaj
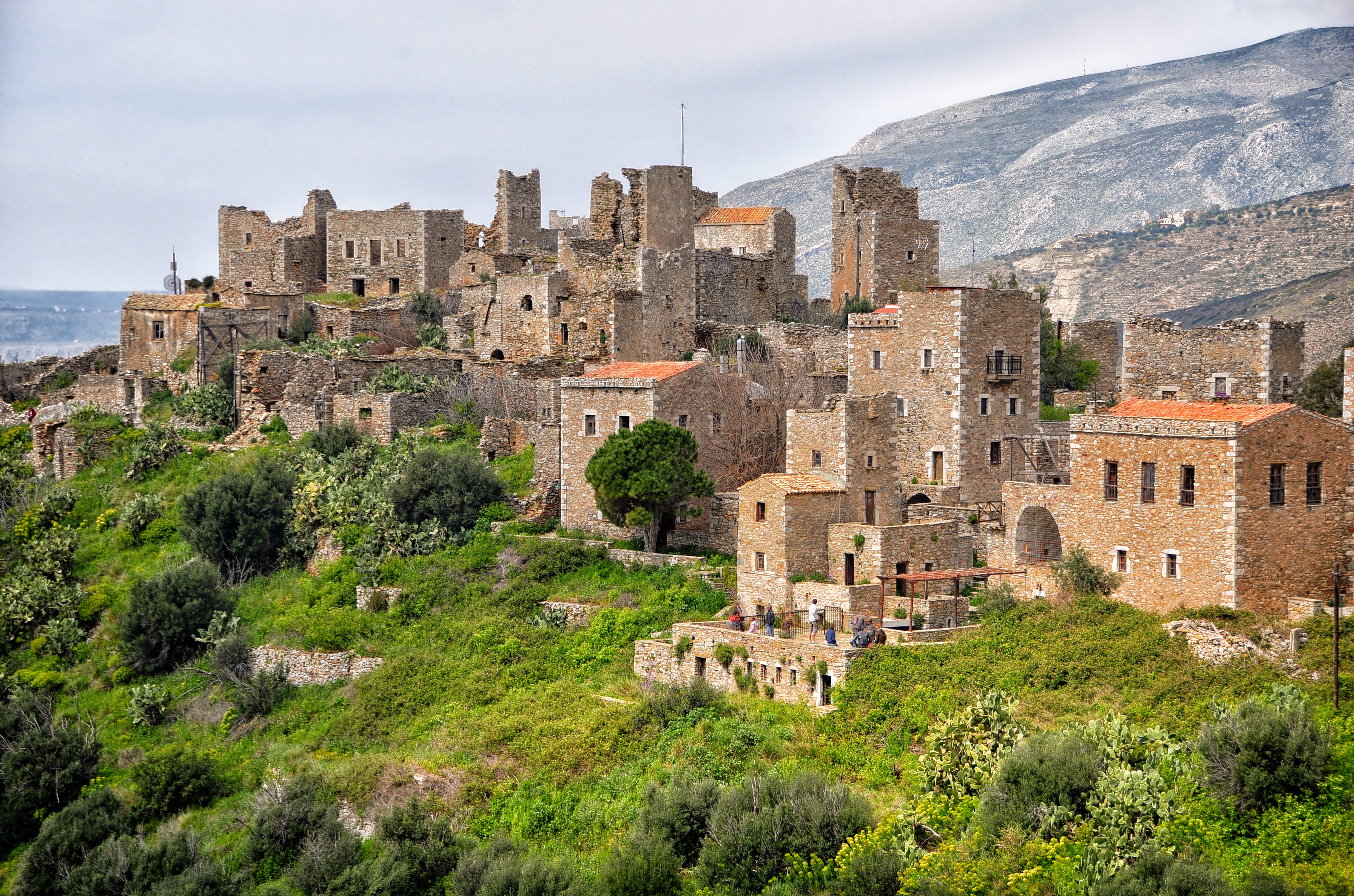
Satul Vatheia